# Emmanuel Eboué
Emmanuel Eboué (ur. 4 czerwca 1983 w Abidżanie) – iworyjski piłkarz występujący na pozycji obrońcy. Piłkarską karierę rozpoczął w ASEC Mimosas, gdzie początkowo występował w drużynie juniorskiej. W pierwszym składzie zadebiutował w 2001. Wraz z zespołem zdobył tytuł mistrza kraju w 2001 i 2002. W latach 2002–2005 gracz KSK Beveren, gdzie zanotował występy w 70 ligowych spotkaniach. Pod koniec sezonu 2004/2005 podpisał kontrakt z Arsenalem. Posiada także obywatelstwo belgijskie.
Jako reprezentant Wybrzeża Kości Słoniowej wystąpił na Mistrzostwach Świata 2006, Pucharze Narodów Afryki 2006 i 2008, w którym jego kraj dotarł do finału. Debiut w kadrze zaliczył we wrześniu 2004, podczas spotkania z Sudanem.

## Kariera klubowa

### Początki
Eboué urodził się 4 czerwca 1983 w Abidżanie. W piłkę zaczął grać w wieku 12 lat. Rok później jego ojciec zmarł, a matka zostawiła go pod opieką dziadków. Profesjonalną piłkarską karierę rozpoczął w roku 2000 w akademii klubu ASEC Mimosas. Szybko się rozwijał i po roku gry w drużynie juniorskiej został przesunięty do pierwszego składu.

### ASEC Mimosas
Eboué był absolwentem akademii piłkarskiej założonej przez Jeana-Marca Guillou. Akademia ta była drużyną juniorską klubu ASEC Mimosas. Był podstawowym graczem ekipy juniorskiej, a później także pierwszej drużyny. W sezonie 2001 nie zagrał ani razu. Przełom nastąpił w sezonie 2002, kiedy to piłkarz był podstawowym zawodnikiem ekipy ze stolicy kraju. W 25 meczach strzelił wówczas trzy bramki. Z racji dobrych kontaktów akademii z klubami europejskimi zawodnik we wrześniu 2002 wraz z dużą liczbą kolegów przeniósł się na testy do belgijskiego klubu KSK Beveren. Jako jeden z niewielu dostał propozycje kontraktu, którą przyjął.

### KSK Beveren
Eboué grał w belgijskim klubie trzy lata. Zagrał 70 spotkań w których strzelił 4 bramki. Beveren w tym czasie współpracowało z Londyńskim Arsenalem w celu rozwijania graczy. W grudniu 2004 Emmanuel wraz z Marco Né zostali wysłani na testy na wyspy brytyjskie. W rezultacie 1 stycznia 2005 Eboué został piłkarzem Arsenalu. Dzięki temu dołączył do kolegi z reprezentacji Kolo Touré.

### Arsenal F.C.

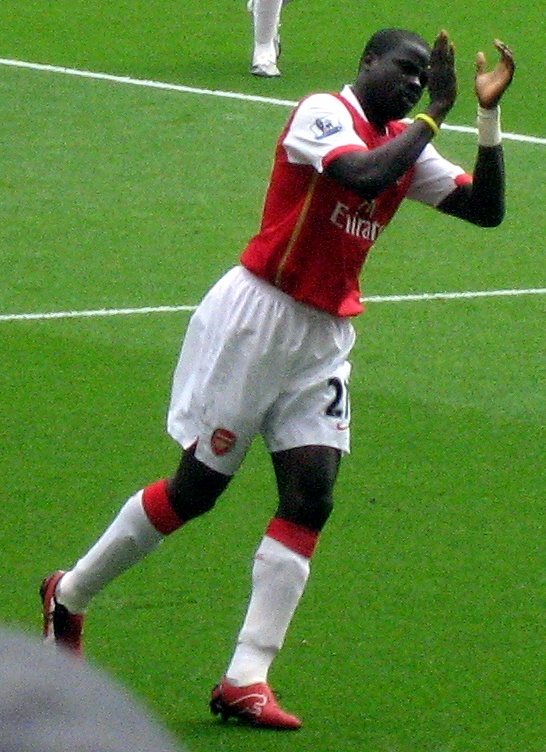
Eboué w Arsenalu

W styczniu 2005 roku podpisał kontrakt z Arsenalem Według pierwotnej koncepcji trenera tego zespołu miał on zastąpić na prawej obronie Laurena, gdy ten odejdzie z klubu. Arsenal kupił Eboué za 1,5 miliona funtów. Oficjalnie do klubu dołączył 2 stycznia. 29 stycznia zaliczył debiut w nowym zespole w meczu Pucharu Anglii przeciwko Stoke. W sezonie 2004/2005 zagrał jeszcze dwa razy w pucharze kraju. 26 lutego wchodząc z ławki rezerwowej w meczu z Southamptonem zadebiutował w Premier League. Występował jednak często w drużynie rezerw. W sezonie 2005/2006 Emmanuel rozpoczął sezon jako rezerwowy. Dnia 25 października zdobył swoją pierwszą bramkę w meczu z Sunderlandem w meczu Carling Cup wygranym przez Arsenal 3:0. W 2006 roku został powołany na Puchar Narodów Afryki, na którym z reprezentacją WKS zdobył wicemistrzostwo Afryki. Kilka dni po powrocie z turnieju, wobec kontuzji Laurena, pierwszy raz wyszedł w podstawowym składzie Arsenalu w lidze. Był to mecz przeciwko Liverpoolowi na Anfield Road. Jak się okazało kontuzja Laurena wykluczała go z gry do końca sezonu. Dzięki temu Eboué mógł grać w Arsenalu do końca tego sezonu.
Emmanuel mocno przyczynił się do wygranych w Ligi Mistrzów przeciwko takim rywalom jak Real Madryt, Juventus F.C. czy Villarreal CF. Zadziwiające było, jak szybko dostosował się do tempa gry w Premiership oraz jak odporny był na presję i stres, jakie wywierać mogły na nim ważne rozgrywki Ligi Mistrzów. Arsene Wenger porównywał Eboué do legendarnego brazylijskiego skrzydłowego Garrincha, gdy ten zaimponował mu 1 kwietnia 2006 roku w meczu przeciwko Aston Villa.
Eboué wystąpił również 17 maja na Stade de France w finale Ligi Mistrzów przeciwko Barcelonie. Wystąpił solidnie, lecz nie uniknął krytyki (nawet od samego trenera Arsena Wengera) za symulowanie faulu przed polem karnym rywala, co spowodowało, że Arsenal dostał rzut wolny, którego w rezultacie na bramkę zamienił wówczas występujący w ekipie kanonierów Sol Campbell. Ekipie The Gunners ostatecznie nie udało się wygrać Ligi Mistrzów. Paryski finał przegrali 1:2. Gole dla Ekipy z Katalonii w przeciągu ostatnich 15 minut zdobyli Samuel Eto’o i Juliano Belletti.
W czerwcu 2006 BBC Newsnight podała, że transfer Eboué z Beveren do Arsenalu nie został dokonany zgodnie z przepisami FIFA. Chodzić tu miało rzekomo o kwestie finansowe, w rezultacie czego Eboué teoretycznie nadal pozostawał zawodnikiem Beveren. Całemu zamieszaniu zaprzeczało szefostwo Arsenalu jak i Beveren. Także sam zainteresowany wszystkiemu zaprzeczał. Ostatecznie FIFA przeprowadziła dochodzenie, jednak nie znalazła żadnych nieprawidłowości w transferze zawodnika.

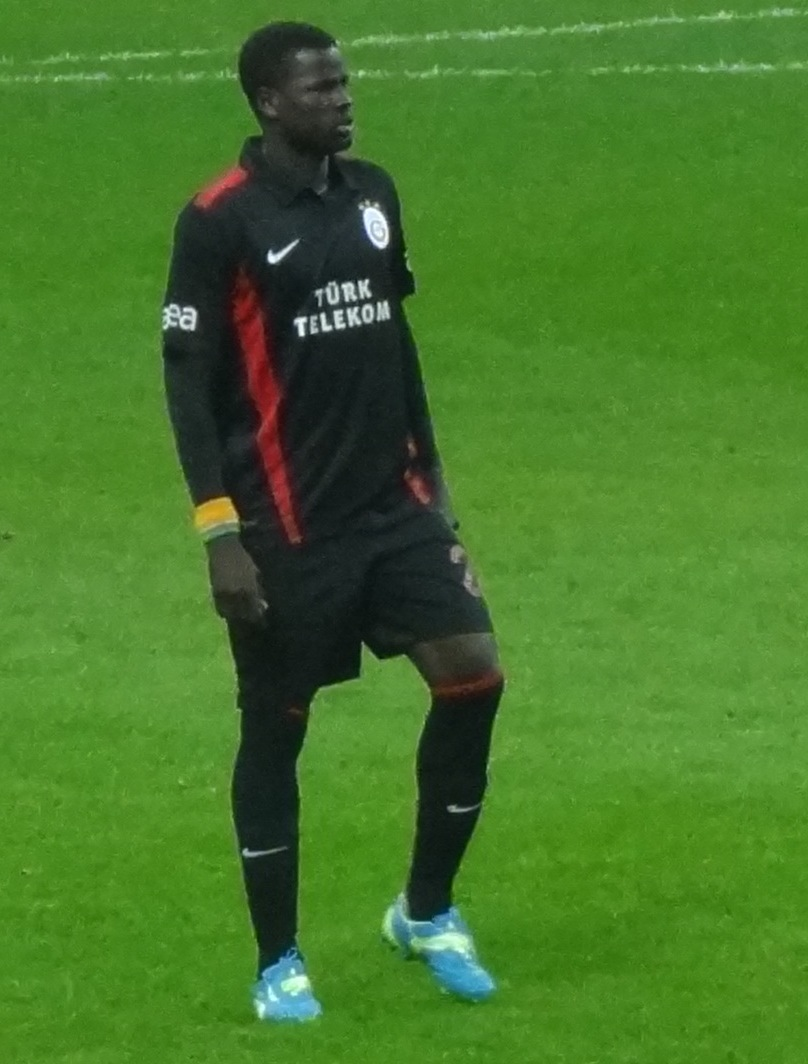
Eboué w barwach Galatasaray SK.

Na początku sezonu 2006/2007 po świetnym początku piłkarz został wybrany piłkarzem września spośród zawodników The Gunners. Niestety na początku października występując w reprezentacji narodowej nabawił się kontuzji eliminującej go z gry do końca miesiąca. Na boisko wrócił 5 listopada wchodząc z ławki w meczu z West Ham United, wygranym przez Arsenal 1:0. Pierwsze pełne 90 minut po powrocie rozegrał przeciwko Evertonowi w ramach League Cup. Mecz ten odbywał się w tym samym tygodniu co ten z West Hamem. W meczu fazy grupowej Ligi Mistrzów przeciwko HSV Hamburg, wygranym przez Arsenal 3:1 zdobył swoją drugą bramkę dla Arsenalu w historii. Doznał jednak ponownie kontuzji, tym razem była to kontuzja kostki, która wyeliminowała go z gry w grudniu 2006 i styczniu 2007 roku. Chciał powrócić już na mecze przeciwko Liverpoolowi w 3 rundzie FA Cup i w meczu przeciwko Manchesterowi United, jednak nie mógł zdążyć się wykurować, w związku z czym trener Arsene Wenger postanowił poczekać aż nie będzie szans na ponowny uraz. Wrócił na mecz piątej rundy FA Cup przeciwko Blackburn.
W maju 2007 Eboué podpisał długoterminowy kontrakt z Arsenalem. Niedługo później do ekipy kanonierów przyszedł Bacary Sagna. Spowodowało to, że dla Emmanuela zabrakło miejsca na prawej obronie, lecz trener Londyńskiej ekipy w związku z ofensywnym stylem gry afrykańskiego piłkarza postanowił sprawdzić go na prawej pomocy. Początkowo całkowicie sobie nie radził w nowej roli, lecz z czasem szło mu coraz lepiej. 16 grudnia 2007 roku Emmanuel w starciu z Johnem Terrym w meczu przeciwko Chelsea złamał kość śródstopia kapitanowi 'The Blues' groźnym wejściem, za co publicznie przeprosił.
20 września 2008 roku Eboué zdobył swoją pierwszą bramkę dla Arsenalu w Premier League w meczu przeciwko Bolton Wanderers, który The Gunners wygrali 3:1. Nie był to jednak udany sezon dla Emmanuela. Występował niewiele, był wykorzystywany jako rezerwowy dla Theo Walcotta. Większość swoich występów w tym sezonie zaliczył w krajowych pucharach. Dnia 8 marca 2009 zdobył bramkę w meczu przeciwko Burnley FC. W dniu 14 marca 2009 po raz pierwszy zdobył dwie bramki w jednym meczu dla Arsenalu (jedna z gry, jedna z rzutu karnego). Było to w pojedynku z Blackburn, kiedy to Arsenal wygrał 4:0.
Podczas swojego ostatniego sezonu w klubie z Emirates Stadium Emmanuel był przede wszystkim rezerwowym. W związku z zaistniałą sytuacją Eboué odszedł z Arsenalu.

### Galatasaray
16 sierpnia 2011 roku przeszedł do tureckiego Galatasaray SK.

## Kariera reprezentacyjna

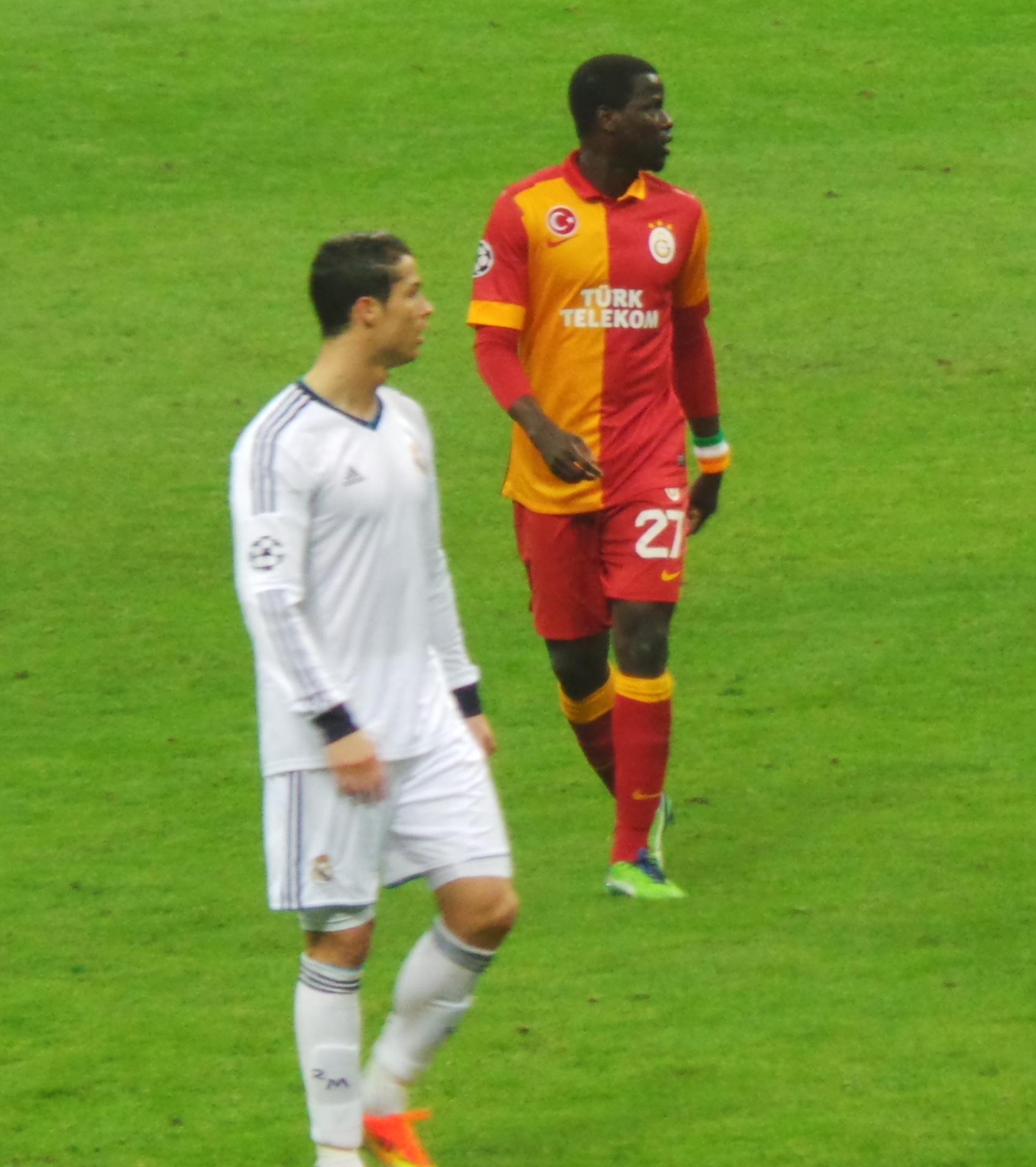
Christiano Ronaldo i Emmanuel Eboué

### Początki w reprezentacji
Eboué zadebiutował w reprezentacji swojego kraju we wrześniu 2004 roku w kwalifikacjach do Mistrzostw Świata w meczu wygranym 5-0 przeciwko Sudanowi, wchodząc z ławki rezerwowych.

### Puchar Narodów Afryki 2006
W 2006 roku został powołany na Puchar Narodów Afryki rozgrywany w Egipcie. Reprezentacja Wybrzeża Kości Słoniowej trafiła do grupy A, gdzie ich rywalami byli gospodarz Egipt, Maroko i Libia. Reprezentacja WKS wyszła z grupy na drugim miejscu za Egiptem a przed Maroko i Libią. W ćwierćfinale reprezentacja WKS pokonała Kamerun. Po 120 minutach gry było 1:1. O wyniku zadecydowały rzuty karne które WKS wygrało 12:11. W półfinale WKS ograło Nigerię 1:0 po trafieniu Didiera Drogby w 47 minucie. W finale Reprezentacja w której cały turniej grał Emmanuel Eboué ponownie zagrała z gospodarzem imprezy Egiptem. W regulaminowym czasie gry było 0:0. Dogrywka nie przyniosła rozstrzygnięcia więc potrzebne były rzuty karne które Egipt wygrał 4:2. Eboué cały turniej był podstawowym prawym obrońcą WKS.

### Mistrzostwa Świata w Piłce Nożnej 2006
Gracz Arsenalu został powołany również na Mistrzostwa Świata w Piłce Nożnej 2006, na których Reprezentacja Wybrzeża Kości Słoniowej trafiła do grupy C, gdzie za rywali miała ekipy Argentyny, Holandię i Serbię i Czarnogórę. Reprezentacja WKS kolejno przegrała z Argentyną 1:2 i Holandią również 1:2. Na koniec pokonali Serbię i Czarnogórę 3:2. Nie wystarczyło to jednak do awansu do fazy pucharowej. Emmanuel wystąpił w każdym spotkaniu swojej reprezentacji.

### Puchar Narodów Afryki 2008
Następną wielką imprezą na którą piłkarz został powołany był Puchar Narodów Afryki 2008 rozgrywany w Ghanie. Reprezentacja WKS, uważana za faworyta rozgrywek, trafiła na nich do grupy B, gdzie za rywali miała Benin, Mali i Nigeria. W pierwszym meczu na turnieju WKS ograło Nigerię 1:0. Całe spotkanie rozegrał Emmanuel Eboué. W drugim meczu WKS rozbiło Benin 4:1, Eboué zagrał pełne 90 minut. W trzecim meczu grupowym WKS wygrało z Mali 3:0, gdzie Emmanuel ponownie cały mecz spędził na boisku. Wybrzeże Kości Słoniowej pewnie wygrało grupę B. W ćwierćfinale rywalem popularnie nazywanych Słoni była Gwinea. Ekipa w której Emmanuel Eboué rozegrał kolejny raz całe spotkanie wygrała aż 5:0. W półfinale ekipa WKS przegrała z Egiptem aż 1:4. Graczom z Wybrzeża Kości Słoniowej po bolesnej porażce pozostało jedynie walczyć o trzecie miejsce. Mimo dobrej pierwszej połowy Słonie przegrały jednak z gospodarzem turnieju Ghaną 2:4. Eboué nie zagrał w tym spotkaniu.

## Statystyki

### Klubowe
Ostatnia aktualizacja: 12 listopada 2009
| Sezon              | Klub           | Kraj                     | Liga               | Mecze | Gole |
| ------------------ | -------------- | ------------------------ | ------------------ | ----- | ---- |
| 2001               | ASEC Mimosas   | Wybrzeże Kości Słoniowej | I liga             | 0     | 0    |
| 2002               | ASEC Mimosas   | Wybrzeże Kości Słoniowej | I liga             | 25    | 3    |
| 2002/2003          | KSK Beveren    | Belgia                   | Jupiler Pro League | 23    | 0    |
| 2003/2004          | KSK Beveren    | Belgia                   | Jupiler Pro League | 30    | 2    |
| 2004/2005 (jesień) | KSK Beveren    | Belgia                   | Jupiler Pro League | 17    | 2    |
| 2004/2005 (wiosna) | Arsenal F.C.   | Anglia                   | Premier League     | 1     | 0    |
| 2005/2006          | Arsenal F.C.   | Anglia                   | Premier League     | 18    | 0    |
| 2006/2007          | Arsenal F.C.   | Anglia                   | Premier League     | 24    | 0    |
| 2007/2008          | Arsenal F.C.   | Anglia                   | Premier League     | 23    | 0    |
| 2008/2009          | Arsenal F.C.   | Anglia                   | Premier League     | 28    | 3    |
| 2009/2010          | Arsenal F.C.   | Anglia                   | Premier League     | 25    | 1    |
| 2010/2011          | Arsenal F.C.   | Anglia                   | Premier League     | 13    | 1    |
| 2011/2012          | Galatasaray SK | Turcja                   | Süper Lig          | 25    | 2    |
| 2012/2013          | Galatasaray SK | Turcja                   | Süper Lig          | 28    | 0    |
| 2013/2014          | Galatasaray SK | Turcja                   | Süper Lig          | 4     | 0    |

### Reprezentacyjne
Ostatnia aktualizacja: 12 listopada 2009
| Rok  | Reprezentacja            | Mecze | Gole |
| ---- | ------------------------ | ----- | ---- |
| 2004 | Wybrzeże Kości Słoniowej | 1     | 0    |
| 2005 | Wybrzeże Kości Słoniowej | 4     | 0    |
| 2006 | Wybrzeże Kości Słoniowej | 12    | 0    |
| 2007 | Wybrzeże Kości Słoniowej | 4     | 0    |
| 2008 | Wybrzeże Kości Słoniowej | 16    | 0    |
| 2009 | Wybrzeże Kości Słoniowej | 10    | 1    |

## Sukcesy

### Klubowe
Zwycięzca
- Amsterdam Tournament (2) – 2007[26], 2008[27]
- Emirates Cup (1) – 2007[28]
- Mistrz Wybrzeża Kości Słoniowej (2) – 2001[29], 2002[30]

Finalista
- Liga Mistrzów (1) – 2006[31]
- Puchar Ligi Angielskiej (1) – 2007[32]

### Reprezentacyjne
Finalista
- Puchar Narodów Afryki (1) – 2006[33]

## Życie prywatne
Eboué ma jedenaścioro rodzeństwa. Za czasów gry w KSK Beveren poślubił Aurelię, z którą ma dwójkę dzieci. Jak sam przyznał, jest katolikiem.

## Styl gry
Na początku kariery grał na prawej obronie. W związku z ofensywnym stylem gry z czasem został coraz częściej wystawiany przez trenera Arsena Wengera na prawej pomocy. Gra ostro, nie boi się twardej rywalizacji.